# 埃文 (紐約州村)
埃文（英語：Avon）是位於美國紐約州利文斯頓縣的村。

## 人口
根據2020年美國人口普查的數據，埃文的面積為8.15平方千米，皆為陸地。當地共有人口3399人，而人口密度為每平方千米417人。